# Clossiana septentrionalis
Clossiana septentrionalis är en fjärilsart som beskrevs av Nordström 1933. Clossiana septentrionalis ingår i släktet Clossiana och familjen praktfjärilar. Inga underarter finns listade i Catalogue of Life.